# ペニキュイック・タウンホール
ペニキュイック・タウンホール（Penicuik Town Hall、旧コーワン・インスティテュート）は、スコットランドのミッドロジアン、ペニキュイックのハイストリートにある公共建築。
ペニキュイックバーグ評議会の会議用建物で、イギリスのカテゴリーC指定建造物。

## 歴史
この建物は、バレーフィールド・ミルズの製紙事業の創設者であるアレクサンダー・コーワンの遺志によって建設され、彼は地元コミュニティの「レクリエーションと指導」のための施設を設立する目的でお金を残した。コーワンは1859年に亡くなり、1890年代初頭になって地元の国会議員であった息子のチャールズ・コーワンが、姪の夫である建築家のキャンベル・ダグラスに建物の設計を依頼した。彼らが新しい建物のために選んだ場所は、市街地の中心地であった。
建築はルネッサンス・リバイバル様式で設計され、5,000ポンドの費用で赤い砂岩で建てられ、1894年に完成した。ハイストリート側に6つのベイを備えた非対称のメイン間口が設けられた。左から2番目のベイには、ヘラルディックパネルが上にあり、2つの小さなステンドグラスの窓が側面にある出入り口があった。出入り口の上には、バルコニーを支えるブラケットで区切られたスコットランド、イングランド、アイルランドの紋章があった。1階には3つの光の窓があり、その上には小さな窓が入った切妻があった。少し前方に突き出た左から3番目のベイには、1893年に刻まれたパネルがあり、ドームのある八角形の塔が上にあった。より規則的な開窓を組み込んだ右側のセクションには、右から3番目のベイにオジー型の出入り口が含まれていた。内部的には、主要な部屋は集会所、図書館、体育館、博物館があった 。
1900年に3つの風呂が追加され、1901年にキャノゲートトゥールブースと同様のスタイルの突出した時計が追加された。この建物は、第一次世界大戦と第二次世界大戦の両方でグレンコーズ兵舎で働く若い兵士の宿泊施設として使用された。
インスティチュート評議会は、1959年に建物をペニキュイックバーグ評議会に売却し 、修理工事を受けた後、1963年に地元の市庁舎として再開した。
しかし、1975年に拡大されたミッドロジアン地区評議会が結成されてからは、地方政府の所在地ではなくなった。
この建物はしばらくは登録官の事務所として、また地方裁判所の公聴会の場としても使用された。
その後、建物公開するために、ペニキュイック・コミュニティ開発トラストが2005年3月に設立された。
2020年後半に、建物の外側を復元し、暖房システムを近代化し、 Wi-Fi機器を設置するための作業プログラムを開始。